# 蒙特斯 (烏拉圭)

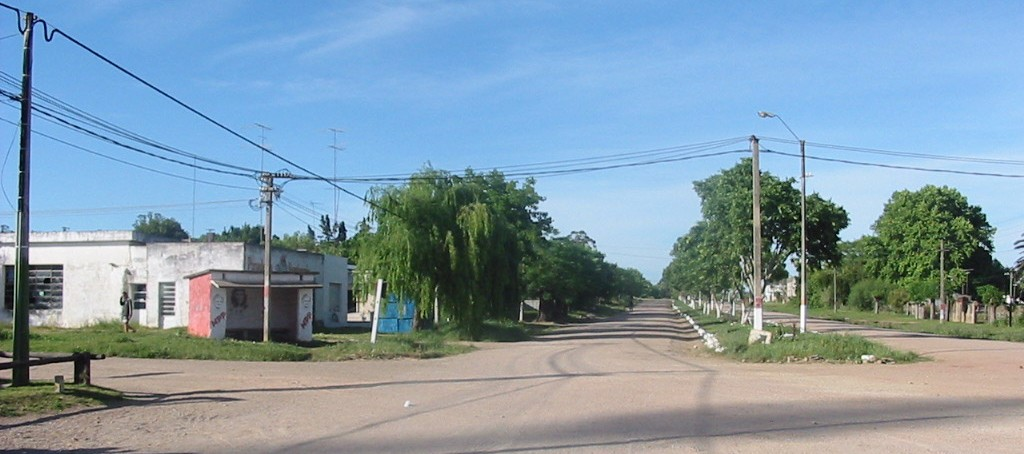

蒙特斯（西班牙語：Montes），是烏拉圭的城鎮，位於該國南部，由卡內洛內斯省負責管轄，處於米格斯以東6.5公里和米納斯西南面40公里，始建於1891年，2011年人口1,760。
34°30′S 55°34′W / 34.500°S 55.567°W